# Grabarje (Podcrkavlje)
Grabarje je naseljeno mjesto u Republici Hrvatskoj u sastavu općine Podcrkavlje u Brodsko-posavskoj županiji.

## Zemljopis
Grabarje se nalaze na obroncima Dilja, južno od Podcrkavlja na državnoj cesti Našice - Slavonski Brod, susjedna naselja su Rastušje na jugu te Oriovčić i Kindrovo na sjeveru.

## Stanovništvo
Prema popisu stanovništva iz 2011. godine Grabarje je imalo 286 stanovnika. 
| broj stanovnika | 144   | 149   | 151   | 225   | 244   | 264   | 286   | 280   | 292   | 281   | 299   | 274   | 296   | 304   | 341   | 286   | 251   |
|                 | 1857. | 1869. | 1880. | 1890. | 1900. | 1910. | 1921. | 1931. | 1948. | 1953. | 1961. | 1971. | 1981. | 1991. | 2001. | 2011. | 2021. |

## Poznate osobe
- Josip Buturac (* 1905. - † 1993.), hrvatski crkveni povjesničar, arhivist, katolički svećenik.